# メイエル・デ・ハーン
メイエル・イサーク・デ・ハーン（Meijer Isaac de Haan、フランスでの名前の綴り、Meyer de Haan、1852年4月14日 - 1895年10月24日）はオランダ生まれの画家である。1888年にフランスに移り、ポール・ゴーギャンの友人となり、ゴーギャンを中心とする「ポン＝タヴァン派」の画家のひとりとなった。ゴーギャンはデ・ハーンの肖像画や、デ・ハーンをモデルにした木彫の像を残している。

## 略歴
アムステルダムのユダヤ人の家に生まれた。父親は成功したパン工場の経営者で、母方の祖父は裕福な商人で多くの不動産を所有していた。長男であったが父親の会社を継ぐ代わりに生活費の送金を受け取ることで株式を弟たちに譲った。美術に興味を持ち、アムステルダムの画家、ペテルス・フランシスカス・グレーフェ(Petrus Franciscus Greive)に弟子入りし、1874年にアムステルダムの王立芸術アカデミーに入学したが、病気がちで1年しか、学べなかった。アムステルダムで1888年まで働き、1880年にはパリの展覧会にも作品を出展した。ユダヤ人の肖像画を多く描いたが、そのスタイルは古風なもので、高い評価は得られなかった。
1888年の秋に、弟子のJoseph Jacob Isaacsonと国外に出ることにして、パリに移った。パリで美術商として働いていたテオドルス・ファン・ゴッホと親しくなり、テオの兄のフィンセント・ファン・ゴッホやカミーユ・ピサロに紹介された。
1889年5月にブルターニュに旅し、ポン＝タヴァンで、ゴーギャンと会い、親しくなった。1889年の冬から1890年はゴーギャンとブルターニュのル・プルデュの海岸を旅し、ゴーギャンの影響を受けてデ・ハーンの絵画のスタイルは大きく変わった。この頃宿屋の主人の女性、マリー・ヘンリー(Marie Henry)と恋愛関係になり女児を設けるが家族の反対もあり結婚することはなかった。
1891年の春、パリに戻り、4月にタヒチに渡るゴーギャンのための送別会を開いた。生活費の送金を止めるという家族のおどしもあって、1891年11月にオランダに帰国した。バート・ヴィルドゥンゲンやハッテムで風景画家のヤン・ヴルマン(Jan Voerman)と活動したが、腎臓病が悪化し、絵をあまり描かなくなった。1895年にアムステルダムで死去した。43歳であった。

## 作品

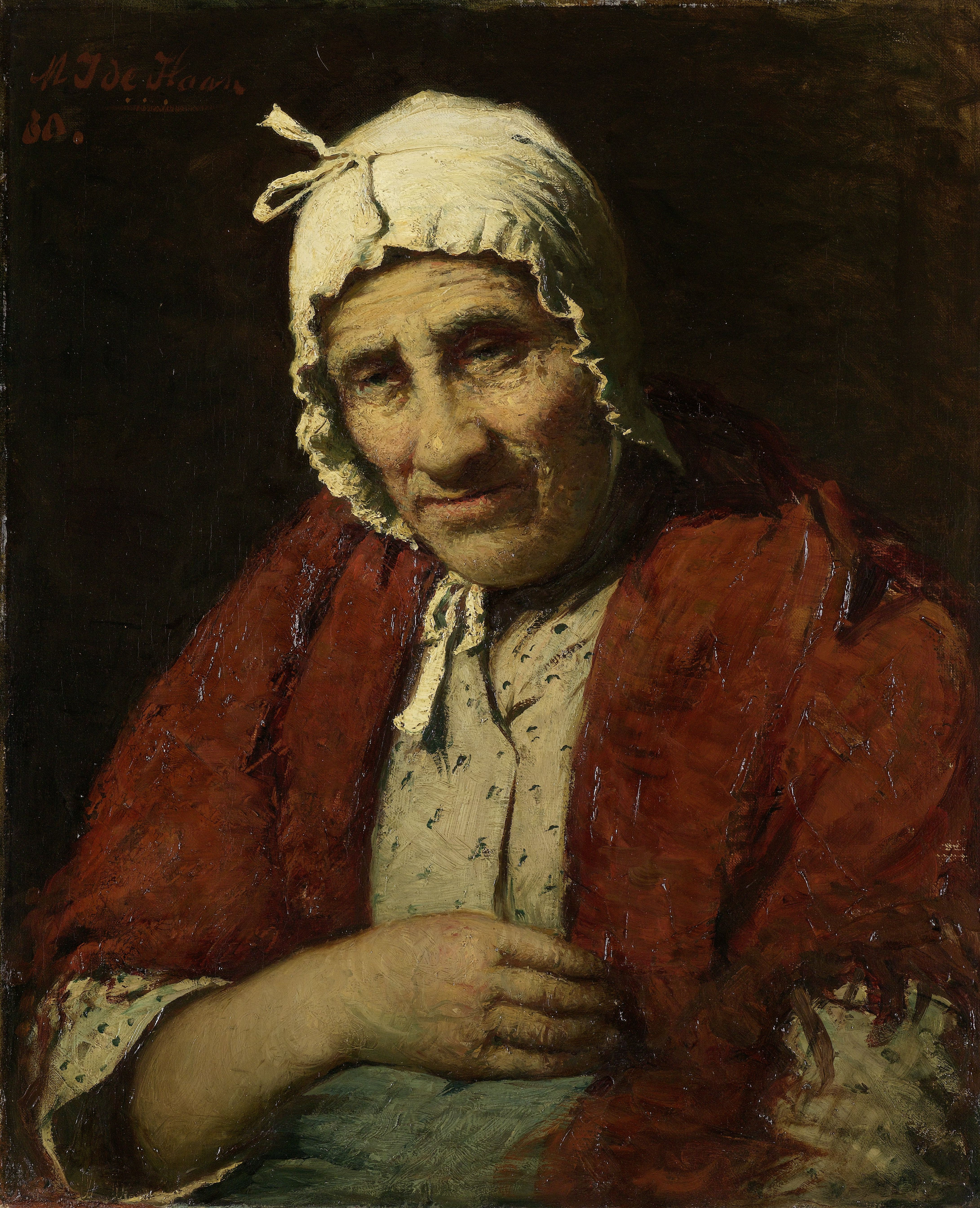
ユダヤ人の老女 (1880)
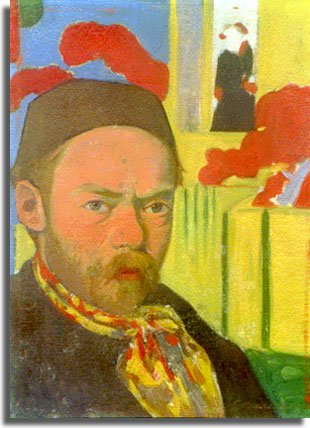
自画像 (1890年頃)
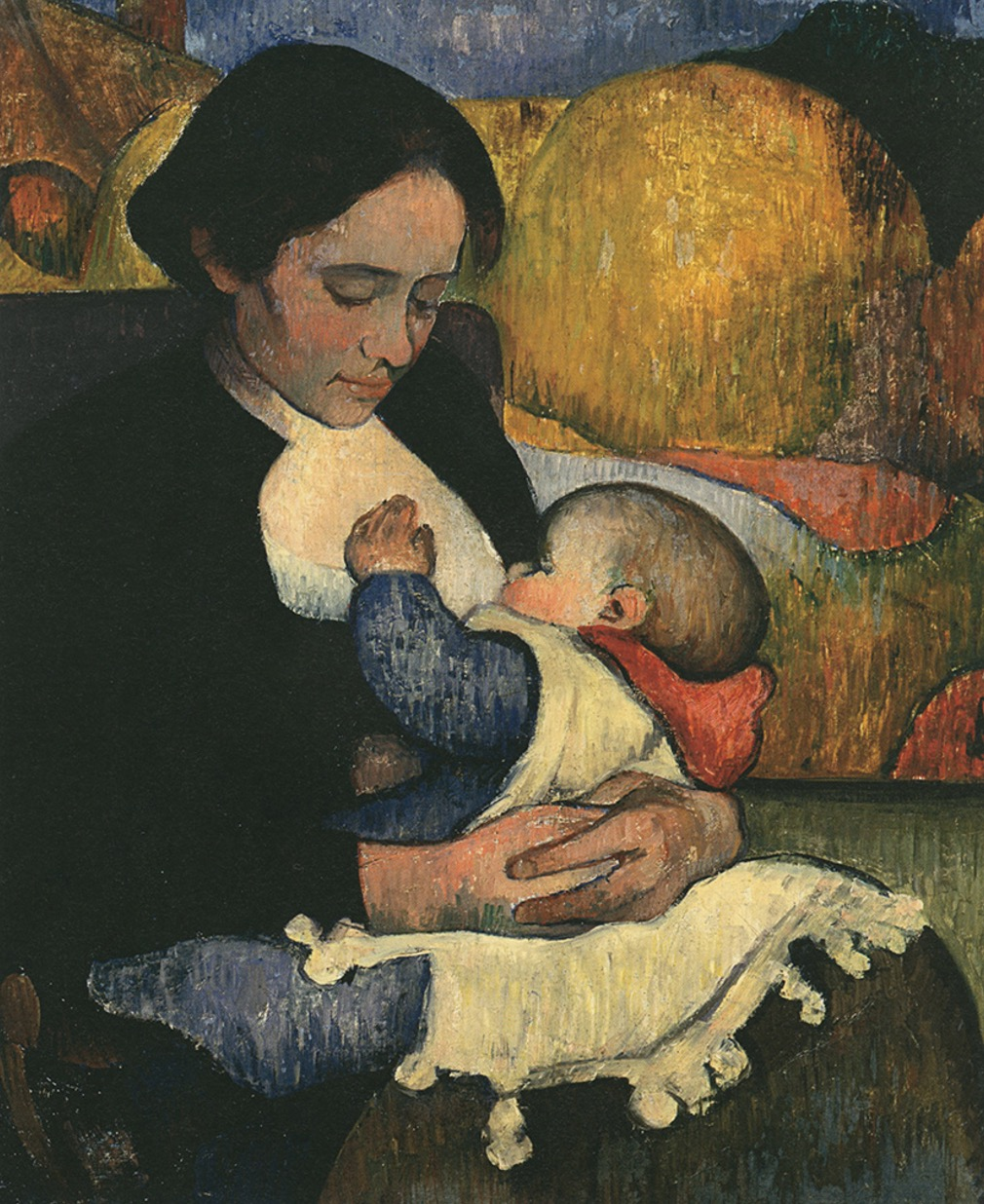
母性：授乳するマリー・ヘンリー (1889)
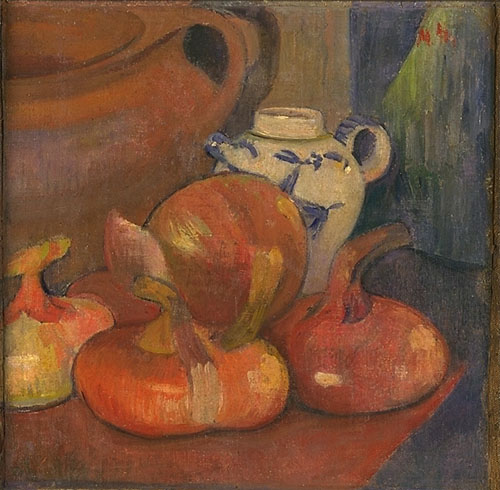
静物画